# 谢龙维利耶
谢龙维利耶（法語：Chéronvilliers，法語發音：[ʃeʁɔ̃vilje]）是法国厄尔省的一个市镇，属于埃夫勒区。

## 地理
谢龙维利耶（48°47'22"N, 0°44'26"E）面积21.51 平方千米，位于法国诺曼底大区厄尔省，该省份为法国北部内陆省份，北起滨海塞纳省，西接奧恩省和卡爾瓦多斯省，南至厄尔-卢瓦省，东临瓦兹省、瓦兹河谷省和伊夫林省。
与谢龙维利耶接壤的市镇（或旧市镇、城区）包括：莱博德布勒特伊、布瓦阿尔诺、布尔特、谢斯迪约迪泰伊、吕格勒、圣马丹代屈布莱、里勒河畔圣叙尔皮斯、阿夫尔河和伊通河畔韦尔讷伊。

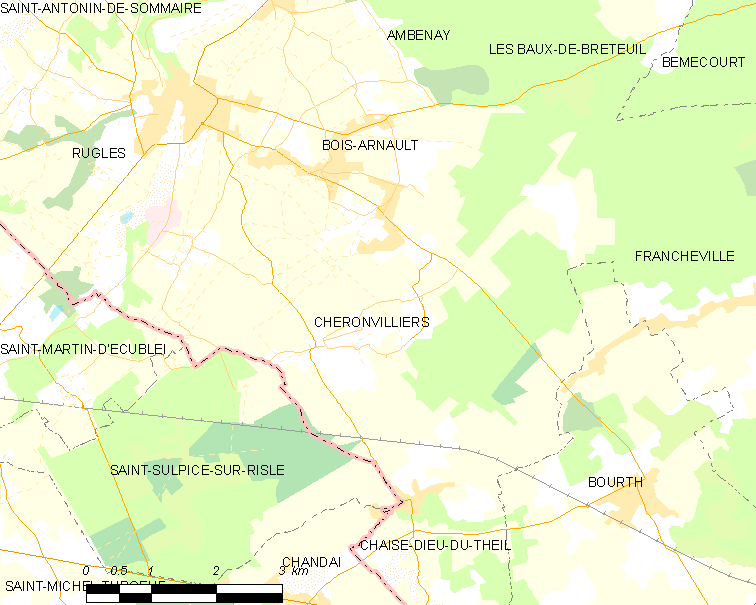
谢龙维利耶的OSM定位图

谢龙维利耶的时区为UTC+01:00、UTC+02:00（夏令时）。

## 行政
谢龙维利耶的邮政编码为27250，INSEE市镇编码为27156。

## 政治
谢龙维利耶所属的省级选区为布勒特伊县。

## 人口

1962-2008年间谢龙维利耶人口变化图示

谢龙维利耶于2022年1月1日时的人口数量为457人。